# Tofaş Kartal
Tofaş Kartal - samochód produkowany w latach 1985 - 2003 przez turecką firmę TOFAŞ. Samochód był produkowany na bazie Fiata Regaty. Początkowo występował z dwoma silnikami - benzynowymi motorami 1.6 o mocach 84 i 96 KM. W roku 1995 wycofano oba silniki i zamieniono je na również benzynowy motor 1.6 lecz o mocy 81 KM. Rok później wprowadzono benzynową jednostkę napędową, także o pojemności 1.6 litra, ale mocy 83 KM. W 1997 roku do oferty dołączył silnik 1.6 o mocy 96 KM. Wszystkie silniki działały w połączeniu z manualną, 5-biegową przekładnią.
Kartal seryjnie był wyposażony w m.in. system ABS.